# Namyangju
Namyangju (Namyangju-si; 남양주시; 南楊州市) è una città della provincia sudcoreana del Gyeonggi.